# 송경섭 (야구인)
송경섭(宋慶燮, 1960년 11월 26일 ~ )은 전 KBO 리그 삼미 슈퍼스타즈의 선수이다.